# Neringos krėslas
Neringos krėslas, německy Der Stuhl der Neringa a česky lze přeložit jako Neringské křeslo nebo Neringská židle, je vysoká exteriérová dřevěná socha/židle/křeslo/památník v zaniklé vesnici a údolí Tylos Slėnis (Údolí Ticha) na pobřeží Kuršského zálivu na Kuršské kose v jihozápadní Litvě. Nachází se ve městě Nida ve městě/okrese Neringa v Klajpėdském kraji.

## Popis a historie díla
Neringos krėslas je 5 m vysoká a tmavá dubová socha židle/křesla. Připomíná legendu o milé mytické obryni jménem Neringa, který vytvořila poloostrov Kuršská kosa a která se na židli může posadit. Avšak Neringos krėslas je více než jen uměleckým dílem. Každý návštěvník si po schůdkách může na dílo vylézt, posadit a rozhlédnout se po okolí. Socha byla postavena/odhalena v roce 2014. Autorem sochy je Albertas Danilevičius.

## Citát umístěný na díle
Na boční straně sochy je umístěn citát v litevštině, němčině a angličtině:
| „ | Prisėsk, keleivi, ant milžinės Neringos krėslo ir paklausyk, kaip Tylos slėnyje kalba tyla … | Posaď se poutníku, na židli obryně Neringy a naslouchej tichu, které promlouvá v Údolí ticha ... | “ |

## Galerie

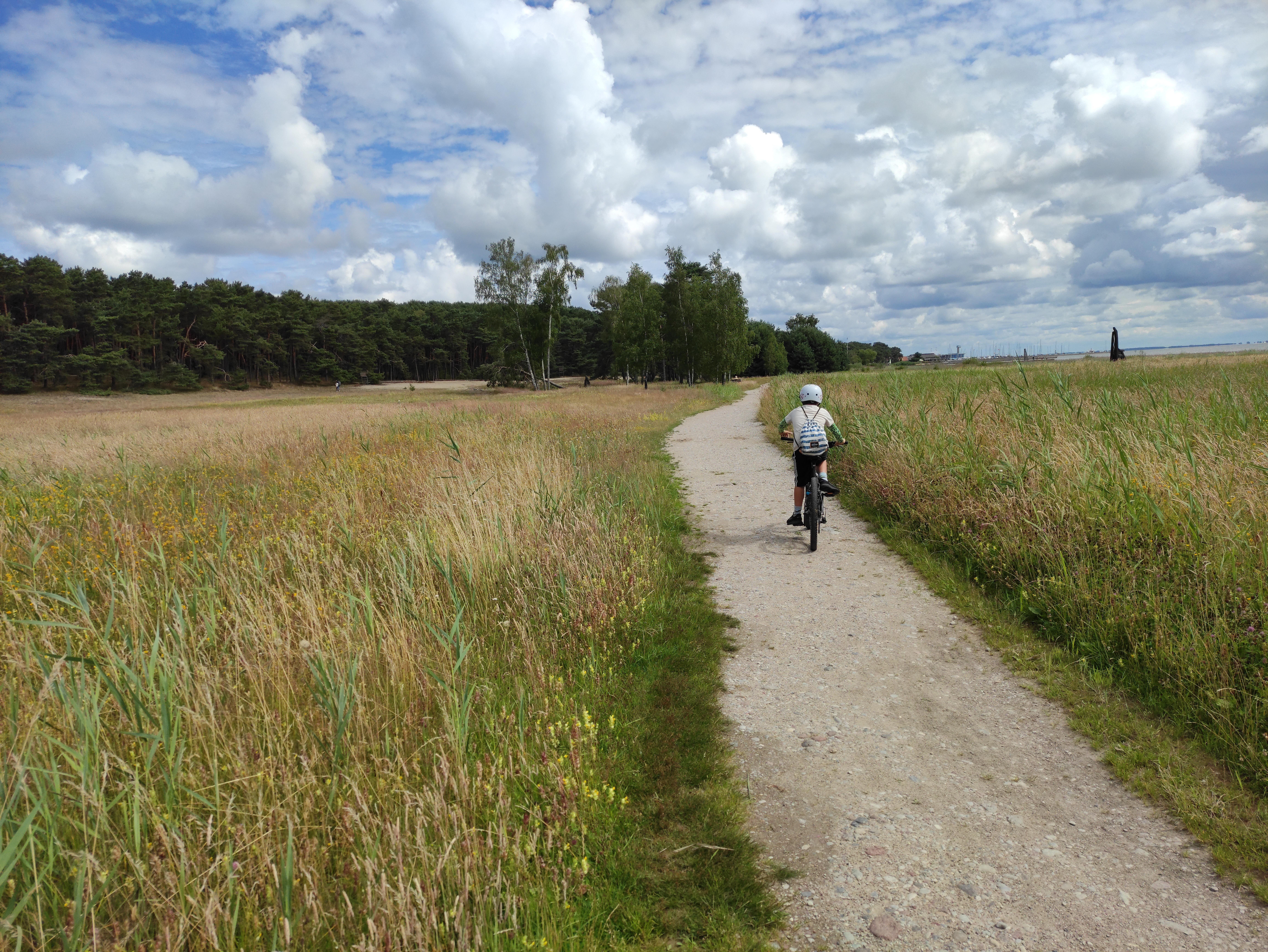

## Další informace
Dílo je hlavní atrakcí v Tylos Slėnis, nedaleko od přírodní pláže a je celoročně volně přístupné z odbočky z turistických tras a cyklotrasy.